# 曲渕ダム

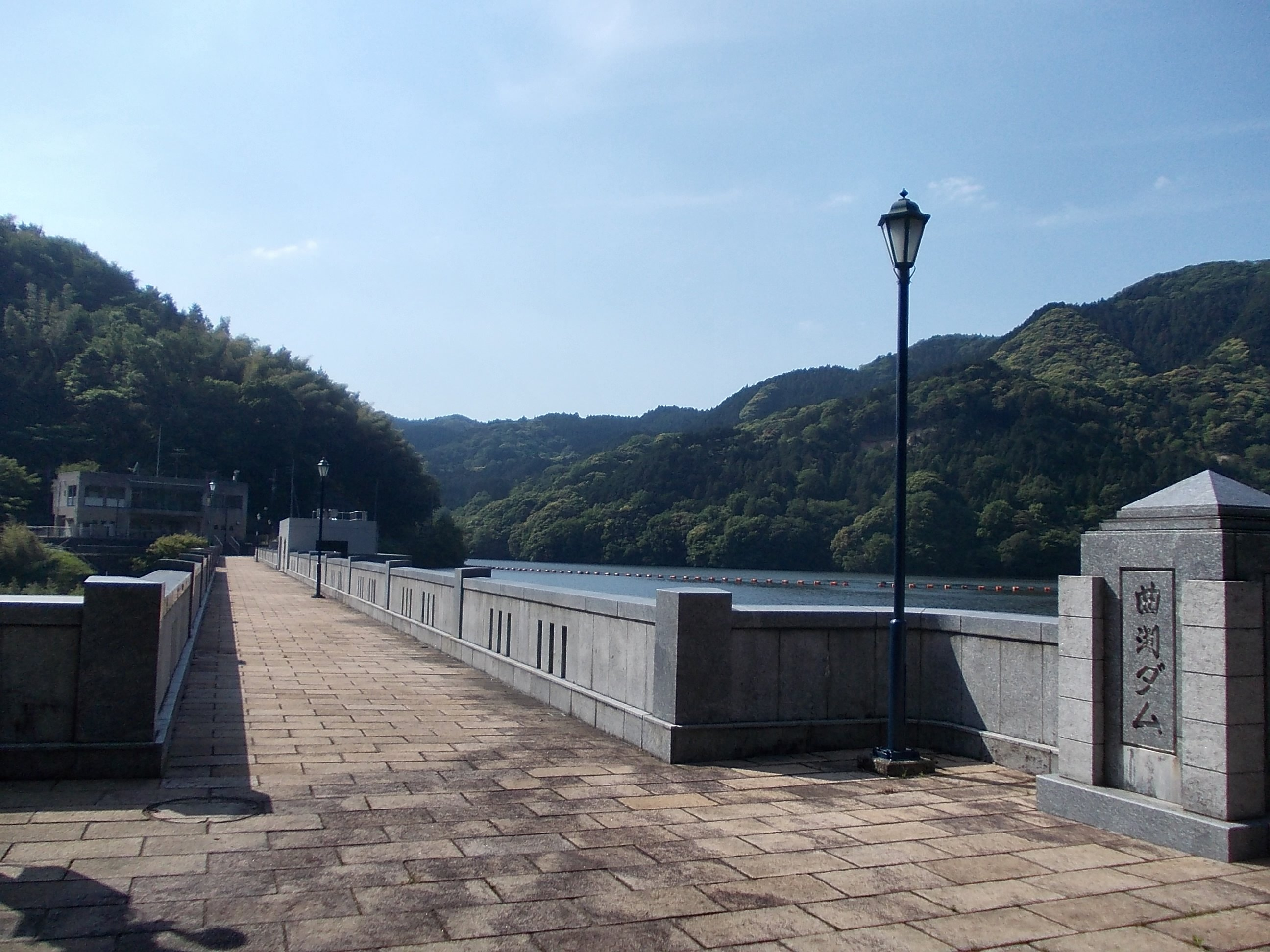
天端

曲渕ダム（まがりぶちダム）は、福岡市早良区、二級河川・室見川水系八丁川に建設された市町村営水道用ダムである。

## 概要
高さ45ｍの堤体は粗石混じりコンクリートであり、表面は御影石の布積みである。ダム下流は、「曲渕ダムパーク」として整備・公開されている。

## 歴史
大正期の福岡市において、人口の増加や生活の近代化が進み、公衆衛生の向上、各種工業の勃興や船舶用給水などの産業発展のために、水に対する需要が増し、上水道創設が課題となっていた。そのため、1923年3月1日に曲淵ダムが竣工（当時の所在地は早良郡内野村）し、当時の福岡市の人口14.3万人のうち、3.5万人へ給水を開始した。竣工当時は神戸・長崎以外では初めて高さ30mを超えた水道専用ダムであり、福岡市最初の水道専用ダム及び福岡市水道創設の水源でもあった。
1931年から1934年までには、拡張工事が行われ、曲渕ダムの有効貯水量はほぼ倍増した。また、その際に行われた漏水防止工事は、全国初のセメントガンによるセメント吹き付け施工であった。
曲渕ダムは1985年に厚生省の「近代水道百選」に選ばれ、2009年に「福岡市有形文化財（建造物）」に指定され、2018年には「土木学会選奨土木遺産」に選ばれた。